# Edmond Baudoin
Pour les articles homonymes, voir Baudoin.
Edmond Baudoin, né en 1942 à Nice, est un auteur de bande dessinée français. Il commence une carrière à près de quarante ans, lorsqu’il publie ses premiers livres aux éditions Futuropolis en 1981. Son style d’avant-garde, aussi bien pour son dessin que pour son écriture, lui vaut d’être publié et reconnu dans le monde de la bande dessinée. En 1992, il reçoit l’Alph-Art du meilleur album, pour Couma acò.

## Biographie

### Avant le dessin
Edmond Baudoin est né à Nice, en 1942. Il grandit à Villars-sur-Var, entouré de son frère, de son père, comptable, et de sa mère, femme au foyer qui sait mal écrire et lire,. Son père est passionné, par le dessin (surtout la caricature) et par les arts en général, mais il souhaitait que sa famille ne manque de rien et il n’a jamais vécu de son dessin. Edmond Baudoin passe beaucoup de temps à dessiner dès l'enfance, notamment avec son frère,. Il confie cependant que durant son enfance : « La bande dessinée c’est vraiment un pays que je ne connais pas, si ce n’est par quelques petits fascicules qu’on se passait entre enfants. Il n’y avait rien de bien stimulant à l’intérieur. »
Après son certificat d’études il poursuit des études de comptabilité, jusqu’à ses 16 ans. A 14 ans, en parallèle de ces études et de son travail et avec le soutien d’un de ses professeurs, il suit des cours du soir de dessin à l'Ecole nationale des arts décoratifs de Nice. Il s’y rend jusqu’à ses 17 ans. Après son service militaire, Edmond Baudoin retourne travailler à l’hôtel du Plaza, à Nice, là où travaillait son père.  
A l’âge de 22 ans, il se marie et de ce mariage naissent deux enfants. Le soir quand il rentre de son travail, il s’accorde du temps pour le dessin. Mais cette situation le frustre. En 1971, à l’aube de ses trente ans, Edmond Baudoin demande l’accord de sa famille pour exercer uniquement sa passion : le dessin.

### Les débuts
Dans les premiers mois de son activité il ne trouve pas d’inspiration, la page reste blanche. Edmond Baudoin ne souhaite pas à ce moment faire de la bande dessinée, il veut continuer dans le dessin. Il trouve des petits jobs dans les journaux locaux ou dans des revues communistes. Il débute dans les années 1970, dans Le Patriote Côte d’Azur , un magazine communiste, inséré dans L'Humanité Dimanche. Dans la rédaction Baudoin s’occupe de la mise en page et des maquettes. Avec ce travail, il comprend l’importance de la place de l’image dans un texte, et inversement. Dans ce magazine des Alpes-Maritimes, il effectue des dessins pour remplir « les blancs du journal »  ou pour faire la première de couverture quand une photo n’était pas satisfaisante.  
Lors d’une de ses expositions à Nice, Baudoin rencontre Numa Sadoul, qui lui dit « ce que vous faites, cela pourrait devenir de la bande dessinée ». Cet homme travaille pour un éditeur de bande dessinée : Jacques Glénat. Il lui donne alors la possibilité de publier en 1981 une bande nommée Civilisation. Baudoin y commence déjà à évoquer des thèmes qui l’inquiètent et qui le fascinent : la vie, le temps qui passe et la mort. Civilisation avant d’être publiée dans le format album, est une bande du magazine Circus. Ce recueil publie les ouvrages importants et nouveaux du catalogue des éditions Glénat. Toutefois son style « anticonformiste » ne convient pas au lectorat et la collaboration avec Glénat s’arrête très vite. 
Il publie quelques bandes dans des journaux de bande-dessinée influents de l’époque comme Pilote (Qu’est-ce que tu veux ? (n°71, avril 1980), Peau Douce, (n°83, avril 1981)).

### Publications chez Futuropolis (1981-1994)
Edmond Baudoin entame réellement sa carrière lorsqu’il commence à publier des livres aux éditions Futuropolis. Le directeur et créateur de cette maison  Étienne Robial, lui explique alors : « Baudoin, je ne comprends rien à ce que tu fais et même j’aime pas trop, mais tu cherches, alors je t’édite ». Étienne Robial lui révèle lors d’une émission spéciale pour les 20 ans de l’éditeur Futuropolis, qu’il l’a engagé grâce à un dessin. Ainsi pour Edmond Baudoin, Robial est quelqu’un qui l’a « construit ». 
Dans cette maison d’édition, il collabore aussi avec Jean-Marie Le Clézio, un ami niçois. Ce dernier lui demande d’illustrer l’histoire d’un enfant indien, aveugle et mendiant dans Procès-verbal, en 1989. 
En 1991, quelque temps avant la fermeture de Futuropolis, il obtient l’Alph’Art du meilleur album au festival international de la bande-dessinée d’Angoulême pour Couma acò. Cette bande raconte son enfance, lorsque son grand-père doit venir vivre dans son village niçois. Il est un ancien poilu de la Grande Guerre, effrayé par le cinéma et qui construit des murs. Le petit Baudoin et son frère suivent son grand-père dans ses aventures, notamment en haut de la montagne. Il dessine aussi la mort de grand-père dans une autre bande : Une vie inutile, publié une première fois dans Les Sentiers cimentés, le premier album de Baudoin aux éditions Futuropolis (1981), puis repris à la fin de Couma acò. 
Même si Baudoin produit des ouvrages à très faible tirage, il obtient des reconnaissances de la profession. Il reçoit l'Alph’Art du meilleur scénario en 1995, pour Le Voyage. Dans ses albums il raconte sa vie, celle de sa famille, les histoires et les voyages qui l’ont marqué. Ainsi il fait rentrer un nouveau style dans la bande dessinée : l’autobiographie dessinée.

### À côté de Futuropolis
Entre 1985 et 1987, Baudoin publie aussi des bandes dessinées dans Métal Hurlant (et Métal Aventure).  Dans la rédaction il collabore avec Frank Reichert (scénariste), un auteur et traducteur français. Les deux hommes collaborent pour plusieurs histoires courtes, publiées en 1987 dans le recueil Théâtre d'ombres chez Les Humanoïdes Associés, l’éditeur du journal. 
Baudoin collabore aussi avec Jacques Lob sur la série Carla, dans le journal (A suivre), de 1987 à 1991. Jacques Lob était connu pour avoir contribué avec Jean-Michel Charlier ou encore Marcel Gotlib sur Superdupont. Lorsqu’il meurt en 1990, Baudoin décide de terminer la série Carla. Il voulait la faire mourir pour se venger de la mort de son ami, mais il en décide autrement . Carla est une jeune femme, chauffeur de taxi, dans une Mercedes noire. La bande-dessinée raconte par le biais de son histoire, celle de ses clients. Lors du dernier épisode, Carla décide de tuer un homme. Il est à l’origine de sa décadence et de la mort de ses proches. Après avoir atteint son objectif, elle s’en va sereine, vers une destination inconnue. En 1993, l’intégrale des aventures de Carla est publiée sous la forme album, aux éditions Futuropolis. Le dessinateur dans la dédicace rend un dernier hommage à Jacques Lob. Carla fait partie des rares personnages de Baudoin à être fictif.

### Ses œuvres après Futuropolis
Après le départ d’Etienne Robial en 1994, il semblait normal, logique, « évident » pour Baudoin de se tourner vers la nouvelle maison d'édition d’avant-garde l’Association.  Cette éditeur commence à republier des bandes-dessinées de Baudoin, comme Le Portrait, en 1997. Cela permet à l’auteur d’avoir une seconde notoriété auprès de son public, quinze ans après ses premières publications. 
En 1993 Baudoin commence une collaboration avec un important éditeur japonais : Kodansha. Il se rend au Japon, avec plusieurs auteurs européens, dont les français Hervé Baru et Lewis Tronheim (un des fondateurs de L’Association). Il n’y reste que très peu de temps. Il publie trois livres pour le public japonais, dans le magazine Morning. Cette collaboration dure trois ans. De ses publications, deux bandes vont être réadaptées au public français : Le Voyage et Salade Niçoise . Le Voyage est republié aux éditions L'Association, dans la collection « Ciboulette », en 1996. L’année suivante, Baudoin gagne pour cette bande l’Alph Art du meilleur scénario à Angoulême. En 1999, toujours chez l’Association, dans la collection « Ciboulette », Salade Niçoise est publiée à son tour. Il a su tirer profit de cette expérience : après cette collaboration il a su travailler plus rapidement et mettre moins de texte, pour exprimer les émotions des personnages davantage avec le dessin.  L’aventure japonaise a pris fin lorsque les ventes du journal ont chuté. 
En 1993, Edmond Baudoin rencontre l’Abbé Pierre. L’entourage de ce dernier entreprend la publication d'une biographie autour de cet homme d’église et de son œuvre. Baudoin est recommandé pour faire la bande dessinée. Dans cet ouvrage il a voulu montrer « cet amour de l’homme, ce qui le motive ». Deux ans après, il reçoit un prix œcuménique pour son œuvre qui est publié en 1994, aux éditions Tom Pouce. Baudoin effectue d’autres œuvres biographiques sur deux peintres : Picasso ou encore Dali . 
De 1999 à 2003 l’université du Québec lui propose d’y devenir professeur de dessin. Il quitte cette fonction en 2003 car l’université voulait le titulariser.

### Les années 2010-2020
Entre 2012 et 2013 Edmond Baudoin travaille pour les Éditions Dupuis et le Centre Pompidou sur un livre publié à l'occasion d'une exposition Dali. 
Il a aussi à cœur de parler des sujets d’actualité, comme dans son livre Méditerranée. Dans cette œuvre graphique, Baudoin dénonce les centaines de morts de migrants qu’il y a chaque année dans cette mer, à travers l’histoire d’une petite fille. 
Entre 2021 et 2022, la Cité internationale de la bande dessinée à Angoulême rend hommage à Edmond Baudoin avec La belle saison d’Edmond Baudoin. Plusieurs événements en partenariat avec d'autres établissements culturels de la ville lui sont alors consacrés, dont notamment l'exposition rétrospective Baudoin : dessiner la vie.

## Les inspirations de l'auteur
Edmond Baudoin prend son inspiration de plusieurs auteurs, peintres et artistes de tous les temps. Il confie qu’adolescent le peintre romantique Goya et le sculpteur suisse Giacometti l’ont inspiré pour faire ses débuts au dessin. Il a su prendre de Giacometti ses détails pour les formes et son coup de pinceau parfois saccadé. Les deux hommes dessinent aussi en noir et blanc. 
À partir de ses quarante ans, Baudoin commence à voyager en France et dans le monde. De ses voyages il rapporte des histoires, qui l’inspirent ensuite pour écrire des bandes dessinées. Ainsi dans La Mort du peintre, publié en 1993 chez Z’éditions et en collaboration avec Kamel Khelif, Baudoin évoque son voyage en Egypte. Il dessine ce qu’il y voit : « Au Caire, à Alexandrie il y a des enfants dont j’ai vu des poux courir sur l’arête du nez, sous les yeux et autour de la bouche ». 
Dans ses livres, il est possible de remarquer la présence de quelques références culturelles. Dans Le Portrait, une réplique de l’héroïne « Je ne serai pas l’ombre de ton ombre ni de ton chien, ni celle de ta main rien » pourrait faire référence à la chanson de Jacques Brel Ne me quitte pas. Le Portrait mêle davantage de références artistiques, puisque c’est l’histoire d’un peintre et de sa muse, une danseuse. La danse fait aussi partie des œuvres de Baudoin, qui grâce à sa seconde femme Béatrice a pu connaître la danse contemporaine. Il met en lien la peinture et la danse, car pour lui la difficulté de la spatialisation du mouvement est la même.

## Une bande dessinée tournée sur sa vie - une bande autobiographique
La sortie de Passe le temps, en 1982, provoque une petite innovation dans le monde de la bande dessinée, avec l'apparition de l'autobiographie. Il obtient la même année, le prix de ville d’Hyères. Baudoin ne savait pas en commençant à faire cet album que le style autobiographique n’était pas courant, voire inexistant dans la bande-dessinée. 
Il reconnait que ses récits ne sont pas entièrement autobiographiques. En effet il le témoigne lui-même et plusieurs fois « ma mémoire s’effiloche ». Ainsi dans sa bande Couma acò, Baudoin redessine ses personnages pour tenter de se rapprocher de la vérité. Il met dans la majorité de ses personnages une part de lui, de son histoire. Dans Le Voyage, il fait le rapprochement entre l’envie de voyager du personnage de Mathieu et ses propres envies de voyager à travers le dessin. Il mentionne à ce moment-là ses sentiments lorsqu’il quitte son métier de comptable.
« Je ne crois pas qu’on puisse faire autrement qu’un autoportrait » - Edmond Baudoin. Dans une interview, il explique que sa manière de travailler, notamment sur le livre Dali (éditions Dupuis). Pour Baudoin il n’est pas possible d’inventer. L’invention prend vie dans les souvenirs, sinon c’est de la mythologie. Ses œuvres mettent en avant sa sensibilité et son envie de faire parler des personnes qui n’ont pas pu le faire, comme sa mère. Par ailleurs il lui dédie une bande dessinée à sa mort : Eloge de la poussière, en 1995 (L’Association). Dans ses bandes dessinées, Baudoin se représente souvent enfant. Il est possible de constater la présence de ce petit garçon, dans Le Portrait, Couma acò ou encore Passe le temps. Dès lors dans les histoires il est possible de rencontrer plusieurs fois les mêmes personnages.
En 2021, il publie Les Fleurs de cimetière, ouvrage autobiographique couvrant son existence de 1942 à août 2020.

## Engagement politique
Il rejoint la liste « Pour l'Europe des gens, contre l'Europe de l'argent » menée par Ian Brossat pour les élections européennes de 2019 en France. Il figure en 71e position dans la liste.
Il s'engage à travers ses bandes dessinées pour l'accueil des migrants : Méditerranée (2016), Humains : La Roya est un fleuve (2018) ,,.

## Publications

### Albums de bande dessinée
- Civilisation, Glénat, coll. « Science-Fiction », 1981
- Les Sentiers cimentés, Futuropolis, coll. « Maracas », 1981. Repris dans Les Sentiers Cimentés, L'Association, 2006
- Passe le temps, Futuropolis, coll. « 9 », 1982. Repris dans Les Sentiers Cimentés, L'Association, 2006
- La peau du lézard, Futuropolis, coll. « Hic et Nunc », 1983. Repris dans Les Sentiers Cimentés, L'Association, 2006
- Un Flip Coca !, Futuropolis, coll. « Hic et Nunc », 1984. Repris dans Les Sentiers Cimentés, L'Association, 2006
- La Danse devant le Buffet (dessin), avec Frank (scénario), Futuropolis, coll. « Hic et Nunc », 1985
- Avis de Recherche (dessin), avec Frank (scénario), Futuropolis, coll. « X », 1985
- Un rubis sur les Lèvres, Futuropolis, coll. « Hic et Nunc », 1986. Repris dans Les Sentiers Cimentés, L'Association, 2006
- Le Premier Voyage, Futuropolis, coll. « Hic et Nunc », 1987
- Théâtre d'ombres (dessin), avec Frank (scénario), Les Humanoïdes Associés, coll. « Pied jaloux », 1987  (ISBN 2731604077)
- La Croisée (dessin), avec Frank (scénario), Les Humanoïdes Associés, coll. « Pied jaloux », 1988  (ISBN 2731605154)
- Baudoin, Futuropolis, coll. « 30/40 », 1990. Réédité en 1997 par L'Association sous le titre Le Portrait.
- Couma acò, Futuropolis, coll. « 9 », 1991. Réédité en 2005 par L'Association.
- Carla (dessin), avec Jacques Lob (scénario), Futuropolis, coll. « 9 », 1993
- Abbé Pierre, le défi, Tom Pousse, 1994
- La Mort du peintre, Z'éditions, 1995. Réédité par 6 pieds sous terre en 2005.
- Éloge de la poussière, L'Association, coll. « Eperluette », 1995
- Made in U.S., L'Association, coll. « Patte de Mouche », 1995
- Rachid, Seuil, 1995
- Terrains vagues, L'Association, coll. « Éperluette », 1996[25].
- Mat, Seuil, 1996
- Le Voyage, L'Association, coll. « Ciboulette », 1996
- Derrière les fagots, Z'éditions, 1996, en collaboration avec Vincent Caille. Repris dans Les Sentiers Cimentés, L'Association, 2006,  (ISBN 2-84414-173-0))
- Lalin (dessin), avec Joan-Luc Sauvaigo (scénario), Z'éditions, 1997
- Nam, L'Association, coll. « Patte de Mouche », 1998
- Véro,  Éditions Autrement, coll. « Histoires Graphiques », 1998.  Réédité par Mécanique générale en 2006.
- Piero, Seuil, 1998. (reed. Gallimard 2011)
- Le Chemin aux oiseaux (dessin), avec Nadine Brun-Cosme (scénario), Seuil, 1999[26].
- Salade niçoise, L'Association, coll. « Ciboulette », 1999
- Chroniques de l'éphémère, 6 pieds sous terre, 1999
- Les Quatre Fleuves (dessin), avec Fred Vargas (scénario), Éditions Viviane Hamy, 2000.  (ISBN 2878581342)
- Le Chemin de Saint-Jean, L'Association, coll. « Éperluette », 2002[27].
- Questions de dessin, Éditions de l'An 2, 2002
- Les Yeux dans le mur, en collaboration avec Céline Wagner, Dupuis, coll. « Aire Libre »,  2003[28]. Repris dans Trois pas vers la couleur, Dupuis, 2014. (ISBN 2800132957)
- Araucaria. Carnets du Chili, L'Association, coll. « Mimolette », 2004. Réédité par L’Association en 2017.
- Le Chant des baleines, Dupuis, coll. « Aire Libre », 2005. Repris dans Trois pas vers la couleur, Dupuis, 2014. (ISBN 2800136766)
- Crazyman, L'Association, coll. « Ciboulette », 2005. (ISBN 2844141765)
- La Musique du dessin, Éditions de l'An 2, 2005
- Les Sentiers Cimentés, L'Association, coll. « Éperluette », 2006,  (ISBN 2-84414-173-0). Reprend les cinq premiers albums solo publiés par Futuropolis.
- L'Espignole, L'Association, coll. « Patte de mouche », 2006
- Patchwork, Éditions Le 9e Monde, 2006. Compilation de divers récits des années 1990 et 2000.
- La Patience du grand singe, en collaboration avec Céline Wagner, Tartamudo, 2006
- Les Essuie-glaces, Dupuis, coll. « Aire Libre », 2006. Repris dans Trois pas vers la couleur, Dupuis, 2014.
- Le Petit Train de la côte bleue, 6 pieds sous terre, 2007
- Roberto, 6 pieds sous terre, 2007
- Travesti, d'après le roman de Mircea Cartarescu, L'Association, coll. « Ciboulette », 2007
- L'Arleri, Gallimard, coll. « Bayou », 2008
- Amatlan, en collaboration avec Neige Sinno, L'Association, 2009[29]
- Le Regard des autres (scénario), avec Martin Balcer (dessin et scénario), Axar, 2009
- Peau d'âne, d'après le conte de Charles Perrault, Gallimard, coll. « Fétiche », 2010  (ISBN 9782070628001)
- Le Marchand d'éponges[30], d'après la nouvelle de Fred Vargas, Librio n°980, 2010  (ISBN 9782290027189)
- Le Parfum des olives, d'Hugues Baudoin, 6 Pieds sous terre, coll. « Monotrème », 2010
- Tu ne mourras pas, scénario écrit avec Bénédicte Heim, Altercomics, 2011.  (ISBN 9782915438468)
- Viva la vida. Los sueños de Ciudad Juarez[31], en collaboration avec Troub's, L'Association, 2011  (ISBN 9782844144317)
- Dalí par Baudoin, Dupuis, coll. « Aire libre », 2012
- Le Goût de la terre, en collaboration avec Troub's, L'Association, 2013
- Les Enfants de Sitting Bull, Gallimard, coll. « Bayou », 2013
- Trois Pas vers la Couleur, Dupuis, 2014. Reprend les trois premiers albums couleurs publiés par Dupuis.
- Vent, en collaboration avec Giuseppe Peruzzo et Mirka Ruggeri, Q Press, coll. « Hic Sunt Leones », 2014
- Le Vertige, en collaboration avec Frédéric Debomy, Cambourakis, 2014
- Les rêveurs lunaires, quatre génies qui ont changé l'histoire, scénario écrit avec Cédric Villani, Gallimard - Grasset, 2015  (ISBN 9782070665938)
- Carnet nature – Plume de Carotte 2015
- J'ai été sniper, L'Association, coll. « Patte de mouche », 2016
- Portraits. Faux la montagne – Editions Constance Social Club 2016
- Méditerranée  – Editions Gallimard 2016
- Chants Fragiles (livre et CD) – Editions l’oeuf et Ours Musique, 2016
- Éloge de l'impuissance, L'Association, hors collection, 2016 (livre accompagné du DVD du film de Laetitia Carton Edmond, un portrait de Baudoin)
- Un pas de deux , poèmes de Marianne De Wil – L’Atelier Les Mains Sales, 2017
- Gens de Clamecy  (avec Mireille Hannon) – L’Association, 2017
- Humains : La Roya est un fleuve - L'Association, 2018 (en collaboration avec Troubs)
- Ballade pour un bébé robot, scénario écrit avec Cédric Villani, Gallimard, 2018  (ISBN 9782075091190)
- La Diagonale des jours, correspondance avec Tanguy Dohollau, éditions des Ronds dans l'O, 2018
- La Traverse, en collaboration avec Mariette Nodet, L'Association, coll. Eperluette, 2019[32]
- Les Fleurs de cimetière, L'Association, coll. Eperluette, 2021 - Sélection officielle du Festival d'Angoulême 2022
- Des Pas dans les songes, Pneumatiques /Roquemoute, coll. « BDàP » (Bandes Dessinées à Poster), 2021
- Grenoble en portrait(s), Mosquito, 2021
- Solveig, sur un texte de Mariette Nodet, Mosquito, 2022
- Le Chemin livre, en collaboration avec Troubs, Ouïe/Dire, 2022
- Au pied des étoiles, en collaboration avec Emmanuel Lepage, Futuropolis, 2024,  (ISBN 9782754835657)

### Illustrations
- Les Larmes de la libellule de Jean-Charles Bernardini, éditions Mango Jeunesse, coll. Le cercle magique, ?.
- Le Procès-verbal, illustrations du roman de J-M.G. Le Clézio, Futuropolis, 1989.
- Harrouda, de Tahar Ben Jelloun, Futuropolis, 1991.
- Théorème, de Pier Paolo Pasolini, Futuropolis, 1992.
- Le Journal du voleur, de Jean Genet, Futuropolis, 1993.
- Les Chants de maldoror, de Lautréamont, Z'éditions, 1995. (ISBN 2877201333)
- La Diagonale des jours, correspondance avec Tanguy Dohollau, éditions Apogée, 1995.
- Rachid, l'enfant de la télé, de Tahar Ben Jelloun, Le Seuil, coll. création jeunesse, 1995.
- Villars sur Var, Z'Éditions, 1996. Catalogue d'exposition.
- Intrusions, de Raphaël Monticelli, édition l'Amourier, collection “ Ex-cætera ”, 1998 . ISSN 1284-6236
- Picasso : L'Œil et le mot, éditions Mango Jeunesse, coll. l'Œil et le mot, 2000.
- « Comment dessiner la musique », dans Taches de jazz, Le Neuvième Monde, 2002.
- Jack London : (Par Charmian London), avec Espérance Racioppi, édition Pierre Terrail, 2006.
- La Petite Danube, de Jean-Pierre Cannet, édition Théâtrale, coll. Théâtrale Jeunesse, 2007.
- Corpus Song, Six pieds sous terre, 2009. Dessins pornographiques.
- La Barque du pêcheur, de Francis Combes, éditions Al Manar, 2012.
- Une chanson napolitaine, textes de Christian Charrier, Mosquito, coll. « Nec Plus », 2014.
- 1001 Visions du sexe, de Patrice Bauduinet, Graph Zeppelin, Paris, 2014.
- Jazz à deux et Jazz à deux : Chorus, avec Willem, Super Loto Éditions, coll. " Cagnotte ", 2015.

### Poésie
- Chants fragiles, Éditions de L'Œuf, Rennes, 2016 (livre accompagné d'un disque de Miquèu Montanaro).

### Récit autobiographique
- J'ai pas tous les mots, Les Éditions du Sonneur, Paris, 2021  (ISBN 9782373852301)[33].

### Portfolios
- Chagrin d'Encre, 12 planches en sérigraphie, Éditions Le 9e Monde, 1998, 222 exemplaires.
- Chagrin d'Encre 2, 14 planches en sérigraphie, Éditions Le 9e Monde, 2004, 150 exemplaires.

### Participation à des ouvrages collectifs
- Algérie, la douleur et le mal, catalogue d'exposition, Editions BD Boum, 1998,  (ISBN 2950845622) (nouvelle reproduite dans le recueil Patchwork, Éditions Le 9e Monde, 2006).
- Le Regard des Autres, par Martin Balcer, d'après une idée originale d'Edmond Baudoin ; Éditions Axar, 2009  (ISBN 9782981072504).

## Récompenses
- 1992 : Alph-Art du meilleur album pour Couma acò, Festival d'Angoulême 1992.
- 1995 : prix Bloody Mary pour sa participation à l’Argent roi[34].
- 1997 : Alph-Art du meilleur scénario pour Le Voyage, Festival d'Angoulême 1997[34].
- 2001 : Alph-Art du meilleur scénario pour Les Quatre Fleuves, Festival d'Angoulême 2001[34].

### Documentaire
- Edmond, un portrait de Baudoin, documentaire réalisé par Laetitia Carton, 2014, 78 minutes, Production : KALÉO FILMS.